# Suzi Perry
Pour les articles homonymes, voir Perry.
 (juillet 2024).
La mise en forme du texte ne suit pas les recommandations de Wikipédia : il faut le « wikifier ».
Les points d'amélioration suivants sont les cas les plus fréquents. Le détail des points à revoir est peut-être précisé sur la page de discussion.
- Les titres sont pré-formatés par le logiciel. Ils ne sont ni en capitales, ni en gras.
- Le texte ne doit pas être écrit en capitales (les noms de famille non plus), ni en gras, ni en italique, ni en « petit »…
- Le gras n'est utilisé que pour surligner le titre de l'article dans l'introduction, une seule fois.
- L'italique est rarement utilisé : mots en langue étrangère, titres d'œuvres, noms de bateaux, etc.
- Les citations ne sont pas en italique mais en corps de texte normal. Elles sont entourées par des guillemets français : « et ».
- Les listes à puces sont à éviter, des paragraphes rédigés étant largement préférés. Les tableaux sont à réserver à la présentation de données structurées (résultats, etc.).
- Les appels de note de bas de page (petits chiffres en exposant, introduits par l'outil «  Source ») sont à placer entre la fin de phrase et le point final[comme ça].
- Les liens internes (vers d'autres articles de Wikipédia) sont à choisir avec parcimonie. Créez des liens vers des articles approfondissant le sujet. Les termes génériques sans rapport avec le sujet sont à éviter, ainsi que les répétitions de liens vers un même terme.
- Les liens externes sont à placer uniquement dans une section « Liens externes », à la fin de l'article. Ces liens sont à choisir avec parcimonie suivant les règles définies. Si un lien sert de source à l'article, son insertion dans le texte est à faire par les notes de bas de page.
- La présentation des références doit suivre les conventions bibliographiques. Il est recommandé d'utiliser les modèles {{Ouvrage}}, {{Chapitre}}, {{Article}}, {{Lien web}} et/ou {{Bibliographie}}. Le mode d'édition visuel peut mettre en forme automatiquement les références.
- Insérer une infobox (cadre d'informations à droite) n'est pas obligatoire pour parachever la mise en page.

Pour une aide détaillée, merci de consulter Aide:Wikification.
Si vous pensez que ces points ont été résolus, vous pouvez retirer ce bandeau et améliorer la mise en forme d'un autre article.
Suzi Perry (née le 3 mai 1970)[réf. nécessaire] est une présentatrice de télévision britannique couvrant les courses de motos pour la chaîne anglaise TNT Sport. Elle connut le succès en commentant les courses motos pour la BBC pendant 13 ans, The Gadget Show sur Channel 5 pendant huit ans et elle fut une commentatrice de la Formule 1 de la BBC de 2013 à 2015.

## Début de vie
Perry est née dans un hôpital de la Royal Air Force à Cosford, Shropshire, fille d'un promoteur de musique, et son parrain est le guitariste Mel Galley.
Élevée à Finchfield, elle fréquente l'école Smestow à Wolverhampton et travaille comme technicienne d'éclairage au Grand Théâtre de Wolverhampton. Perry étudie ensuite le commerce et la finance à Wolverhampton Polytechnique, aujourd'hui nommée l'Université de Wolverhampton.
Après obtention de son diplôme, Perry part 12 mois au Japon pour y travailler en tant que mannequin, puis à son retour en Grande-Bretagne, comme mannequin de publicité.

## Carrière médiatique

### BBC Sport

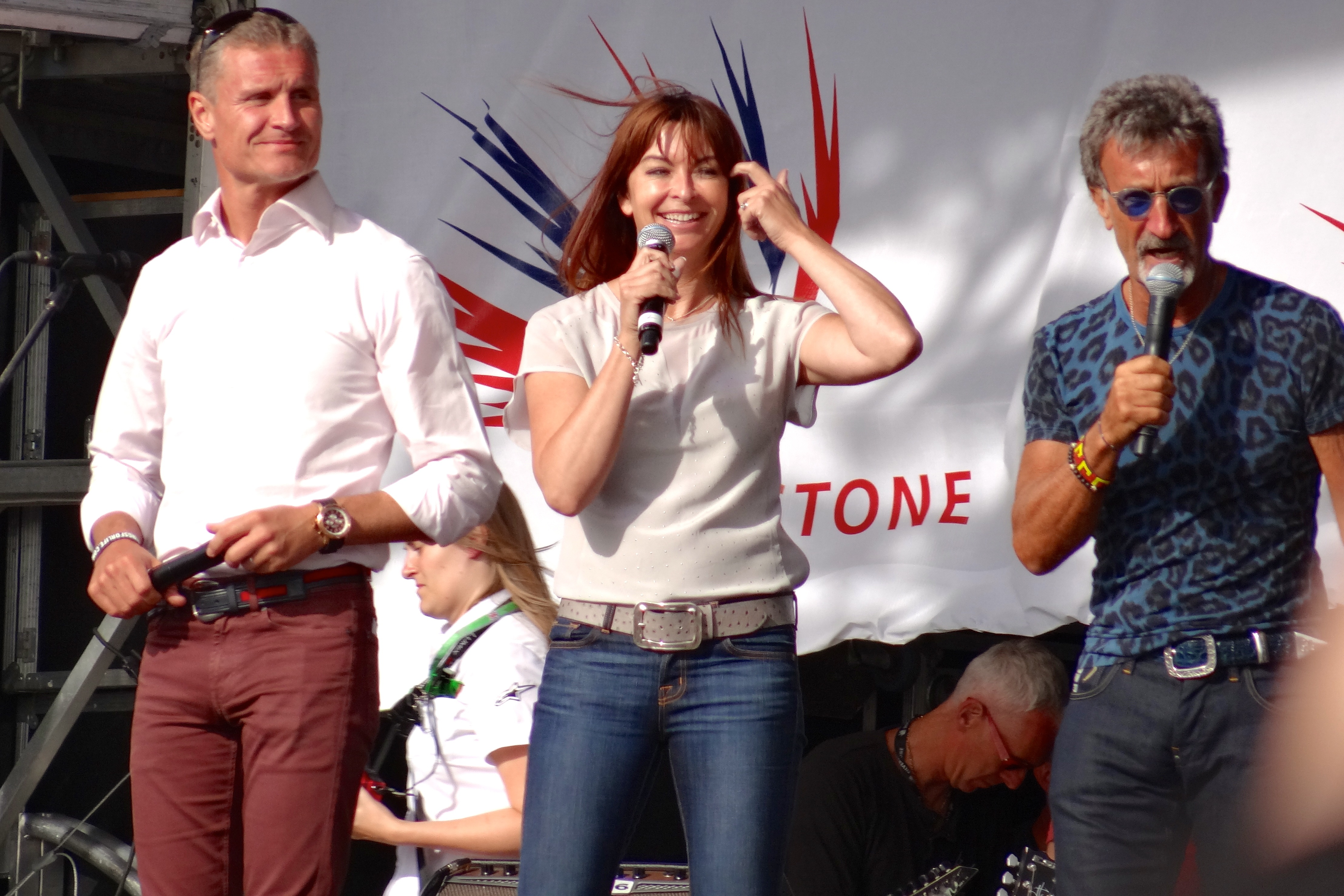
David Coulthard, Suzi Perry et Eddie Jordan au Grand Prix de Formule 1 Grande-Bretagne 2013.

Perry est principalement connue comme commentatrice de sports mécaniques, enregistrant des reportages sur les courses de motos pour BBC News et présentant d'autres programmes sportifs, notamment Wimbledon, la Boat Race, le marathon de Londres, Royal Ascot et le Great North Run. Elle a contribué à la présentation des Jeux olympiques d'été de 2004 à Athènes.
À compter de 1997, Perry couvrit pendant 13 ans les courses de motos Grand prix de BBC Sport. En février 2010, après une année marquée de nombreux problèmes de santé, notamment une méningite virale et une grossesse extra-utérine, il fut annoncé qu'elle se retirait de la présentation des courses de motos. Elle déclarera que les nombreux voyages impliqués, combinés à ses autres engagements télévisés, avaient un effet néfaste sur son équilibre travail-vie personnelle.
Après son retrait des courses de motos, Perry rejoint l'équipe de présentation de la BBC au Derby d'Epsom 2010, et à Royal Ascot. Elle aurait dû collaborer à la présentation du Grand National 2011 mais fut remplacée au dernier moment – sans aucune explication – par Dan Walker, qui présentait l'émission Football Focus le même jour à Aintree, hôte du Grand National[réf. nécessaire]. 
Le 21 décembre 2012, la BBC annonça que Perry remplacerait Jake Humphrey en tant que présentatrice des courses automobiles du Grand Prix de la BBC pour la saison 2013, couvrant 10 courses en direct et 10 émissions "hors-séries". Elle écrit régulièrement des blogs montrant les coulisses de la F1 pour la BBC. C'était la première fois qu'une femme assumait le rôle principal de présentatrice à plein temps de Formule 1 à la télévision britannique.
En 2015, il a été annoncé que Perry présenterait une nouvelle émission de F1 pour BBC Two avec Murray Walker. L'émission, intitulée Formula 1 Rewind, implique que Walker examine certaines archives de la BBC,.

### BT Sport
En mars 2016, il a été annoncé que Perry rejoindrait BT Sport, présentant le sport automobile de la chaîne, y compris les courses de motos du Championnat du monde, le Grand Prix Speedway et le Championnat du monde des rallyes. La nouvelle a coïncidé avec l'annonce selon laquelle la couverture télévisée britannique de la Formule 1 passait de la BBC à Channel 4 
L'équipe de courses de motos BT Sport comprend Perry, qui anime aux côtés d'anciens coureurs et experts cyclistes Sylvain Guintoli, Michael Laverty et Natalie Quirk. Les commentaires et reportages sont gérés par Neil Hodgson et Gavin Emmett.

### Autres apparitions télévisées

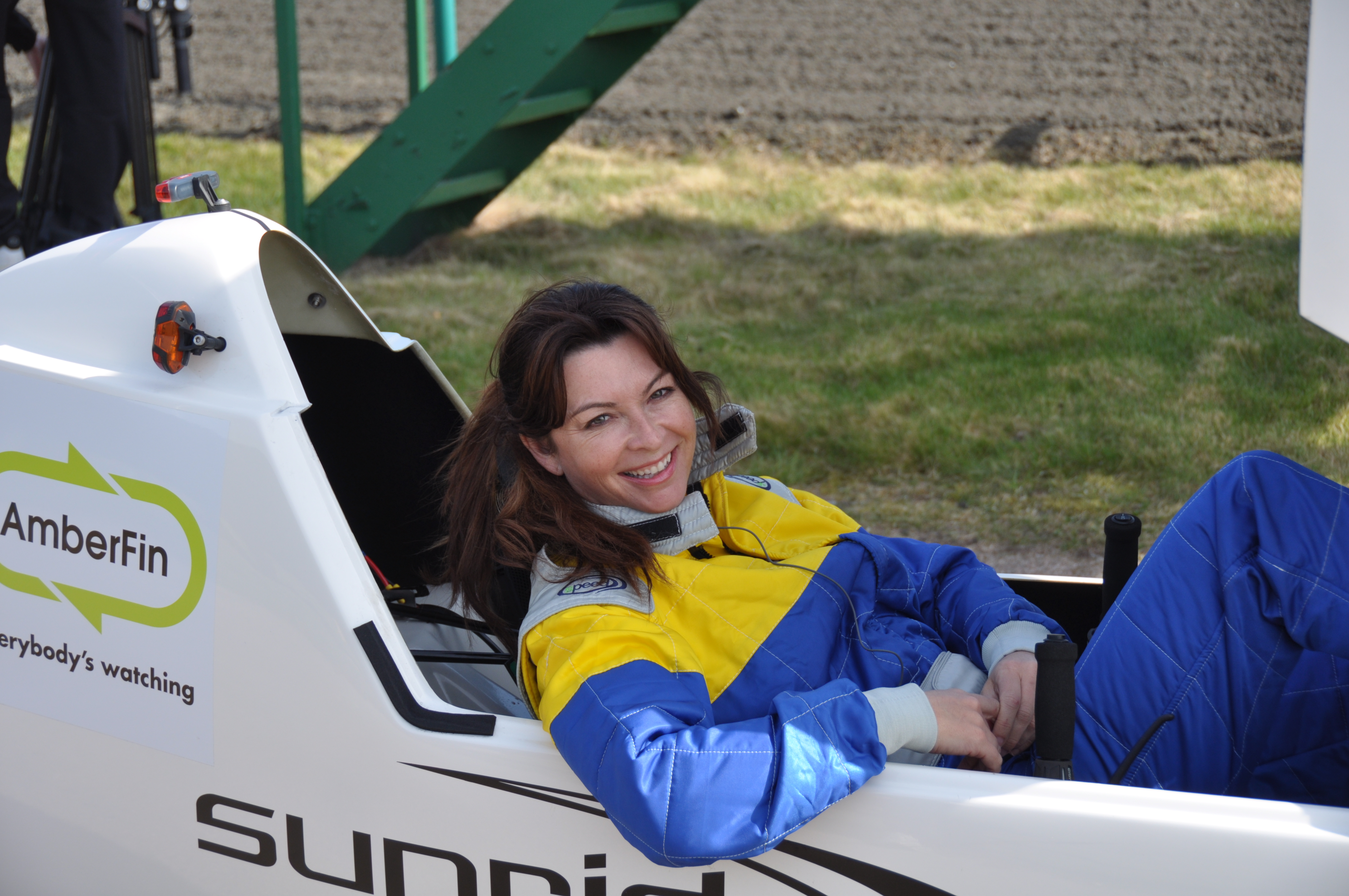
Perry en tournage pour The Gadget Show en 2011

Perry était la première présentatrice de Live Elite League Speedway sur Sky Sports. Elle apparut dans la dernière saison de Treasure Hunt en 2002-2003, où elle joua le rôle de "skyrunner" rendu célèbre par Anneka Rice.
Depuis 2004, Perry co-présentait The Gadget Show sur Channel 5, une émission hebdomadaire centrée sur la haute technologie, aux côtés de Jason Bradbury, Jon Bentley, Ortis Deley et Pollyanna Woodward. Elle fut temporairement remplacée par Gail Porter alors qu'elle se remettait d'une grossesse extra-utérine pour revenir en août 2009. Perry est à l'origine du générique actuel du Gadget Show en 2011, à la suite de l'un des défis de l'émission. En février 2012, il a été annoncé que le format de l'émission allait changer et être renommé The Gadget Show: World Tour, mettant en vedette seulement deux membres de l'équipe de présentateurs précédente : Jason Bradbury et Pollyanna Woodward, marquant la fin de l'aventure de Perry avec  The Gadget Show.
Le 15 mai 2008, Perry apparut dans Through the Keyhole sur BBC Two, permettant à Lisa Snowdon d'examiner sa maison avant d'être identifiée. En 2010, Perry apparut dans l'émission All Star Mr & Mrs d'ITV avec son mari Bastien Boosten.
Ses autres émissions incluent Housecall, Superstars, City Hospital, How to take Stunning Pictures et Holiday.
Le 10 mars 2012, Perry a dansé sur "Livin' the Vida Loca" avec l'ancien présentateur du Gadget Show, Ortis Deley, pour Let's Dance for Comic Relief de la BBC,. Perry fut invitée comme présentatrice par l'émission de Channel 5 The Wright Stuff, aux côtés du comédien Lee Hurst, pour la semaine du 19 au 23 mars 2012. Son apparition en tant qu'invitée dans la troisième série de l'émission télévisée Sarah Millican de BBC Two a été diffusée le 2 novembre 2013. Le 14 juin 2014, elle a co-présenté Trooping the Color par la BBC avec Huw Edwards.
En 2017, elle a présenté sa propre émission Suzi Perry's Queens of the Road et Invented in London pour BBC One.

### Apparitions radiophoniques
Perry présenta Suzi Perry's Formula 1 Anthems ("Les Hymnes de Formule 1 par Suzi Perry") sur BBC Radio 2 quand elle faisait partie de l'équipe de commentaires de Formule 1 de la BBC.

### Diffusions en ligne
Lors du confinement dû au coronavirus au printemps 2020, Perry lança une série de diffusions en direct sur Instagram, appelée « Suzi's Breakfast Club », qui comprenait des entretiens avec des sportifs, de la musique et du divertissement. Il s'agissait notamment des stars du sport automobile Carl Fogarty, James Toseland, Colin Edwards, Max Biaggi, Steve Parrish, Mark Blundell, David Coulthard et Jason Plato. Également Jack Savoretti, Carol Vorderman et Mark King du groupe Level 42. La plupart des émissions furent publiées en tant que rediffusions sur YouTube.

## Récompenses
En septembre 2016, Perry fut décernée un doctorat honoris causa en ingénierie par l'Université de Wolverhampton pour ses services rendus à la science, à la technologie et au travail encourageant les jeunes entrepreneurs,.

## Vie privée
En 1997, Perry épousa Steve Bullock ; leur mariage dura quatre ans. En septembre 2008, elle était fiancée à son petit ami néerlandais, Bastien Boosten, qu'elle avait rencontré lors du tournage de The Gadget Show. Elle subit une grossesse extra-utérine le 17 février 2009 et fut conduite à l'hôpital West Middlesex depuis son domicile de Chiswick, où elle subit une intervention chirurgicale après avoir perdu quatre litres de sang. Depuis avril 2010, Perry vit à Londres, mais partage une maison dans le sud de la France avec Boosten. Perry a eu une belle-fille lors de son deuxième mariage.
En 2019, Perry a contracté le virus de la dengue, suivi d'une fatigue post-virale qui l'a forcée à s'absenter pendant six semaines de toute activité publique. En 2023, Perry a raté six courses en raison d'une suspicion de problème cardiaque, et a dû affronter la mort de sa mère et d'un ami proche d'école à quelques mois d'intervalle, ainsi que prendre soin de son père après qu'il s'est cassé le fémur.
Perry est une supportice du club de football local Wolverhampton Wanderers.

### Charité
En 2006, Perry apparut cavalière de saut d'obstacles en tant que célébrité dans l'événement Sport Relief de la BBC, Only Fools on Horses . Le 12 juillet, après avoir été éliminée de l'émission, elle a révélé qu'elle était tombée de son cheval 12 fois.
Perry est une mécène de Promise Dreams, une organisation caritative lancée en 2001 dans sa ville natale de Wolverhampton, pour fournir un traitement aux enfants gravement malades ou en phase terminale du cancer ainsi que pour soutenir leurs familles.